# 兪銀惠
兪 銀惠（ユ・ウネ、ユ・ウンヘ、朝鮮語: 유은혜、1962年10月2日 - ）は、韓国の政治家。第19・20代国会議員。共に民主党に所属。社会副首相、教育部長官を歴任し、同国初の女性副首相である。メディアによっては「惠」を新字体に変え、兪銀恵と表記されることもある。

## 来歴
1962年10月2日にソウルに生まれた。本貫は杞渓兪氏。1981年に松谷女子高校、1985年に成均館大学校東洋哲学科を卒業。その後、2011年には梨花女子大学校政策科学大学院の公共政策学にて修士を取得している。学界では韓神大学校外来教授、又石大学校行政学科兼任教授を務めたことがある。
1998年より金槿泰議員の後援会事務局長となり、2002年からは同議員補佐。こうした経歴から、その後も金槿泰系議員とも呼ばれている。
2002年には金槿泰の属した新千年民主党の大統領候補だった盧武鉉の選挙対策委員会に設置された環境委員会の副委員長に就任。以降、同党は離合集散を繰り返し党名も変更されていく中、2004年から2010年まで副報道官を務めたほか、一山東区の地域委員会委員長を務めた。2014年から2016年までは党の院内スポークスマンを務めている。このほか2016年より民主党の歴史教科書国定化阻止特別委員長を務めた。
2012年4月の第19代総選挙では京畿道高陽市一山東区選挙区より立候補して初当選、2016年4月の第20代総選挙で再選、現在2期目。初当選後より国会の常任委員会である教育文化体育観光委員を務め、2017年6月から同委員会の幹事を務めている。こうした経歴から教育分野に詳しいとされており、それが後の教育部長官就任にもつながった。
2018年8月30日に文在寅大統領が内閣改造を行い、兪を社会副首相兼教育部長官に指名した。しかし国会での人事聴聞会では政治資金の虚偽報告や、居住実績のない場所を居住地として届け出た偽装転入などの疑惑が野党から指摘され、経過報告書が採択されず、任命状を受けることができなかった。とはいえ野党による追及も攻めきれてはおらず、野党内からも疑惑の検証に厳密さがないという批判の声が挙がった。就任には国会の同意は必須ではないため、同年10月2日に文在寅が任命を行い社会副首相兼教育部長官に就任した。韓国で副首相に就任した女性は兪が初である。
在任中は私立幼稚園の会計を国家会計管理システムに加入させ、私立幼稚園の一方的な廃園の阻止、公立幼稚園の拡充などの私立幼稚園の改革を推進した。これにより、2019年2月28日に韓国幼稚園総連合会は幼稚園の公共性を強める幼稚園3法（幼児教育法・私立学校法・学校給食法）および幼児教育法施行令の撤回を要求し、始業延期闘争に入ったが、兪の刑事告発も辞さない姿勢により撤回した。
2020年1月2日に金賢美、朴映宣らの国会議員も兼任する文在寅政権の長官と共に同年の第21代総選挙への不出馬を宣言した。

## 親族
夫は2024年6月5日、高陽市内の駐車場の車の中で死亡したことが発見された。

## 発言・批判

### リッパート駐韓大使襲撃事件
2015年3月5日に発生したリッパート駐韓大使襲撃事件をめぐり、当時は新政治民主連合のスポークスマンだった兪は記者会見で、容疑者が成均館大学校出身の先輩であることに触れた上で、「個人的に突出した行動が多い」「極端民族主義者であるようだ」と発言した。当時与党だったセヌリ党の権恩嬉報道官は、容疑者の犯行が個人的に突出した行動であったと性急に線引きしたこと自体が不適切な突出した行動であり、民族主義者と表現するのはテロリストを美化しているという党の見解を表明した。兪はこれに対し、極端民族主義者と呼ぶことがなぜ美化につながるのかと反論している。

### 江陵ペンションガス漏れ事故
2018年12月に江陵で発生した個人体験学習に参加した大学修学能力試験を終えた高3生が宿泊したペンションでのガス漏れ事故により死傷した事件を受け、兪は学校に高3生の教育課程運営の全数調査と個人体験学習の実態点検を要求したため、全教組からは「犠牲者の身分が学生であるという理由で学校と教師に無限責任を負わせる」と批判された。また、青瓦台国民請願掲示板にも高3生から「セウォル号惨事のせいで修学旅行禁止、今度は体験学習禁止」「ガス漏れ事故が起きたのに、なぜ問題を体験学習の方にしたのか」という抗議が寄せられた。これらの批判を意識したように、兪は遺体安置所に弔問をして、そこで「事件の原因はほかにあるのに、教師たちの過ちのように責任を問うことはない方がいいな」という保護者から言われた言葉を記者に伝えた。

### 新型コロナウイルス感染症流行への対応
2020年、新型コロナウイルス感染症流行初期に教育部は学校の始業日を何回も延期させた後、4月からオンライン授業に切り替えると発表した。しかし、小学校低学年の児童および低所得層のIT機器利用の難しさという問題点があり、教育現場を個々の学校あるいは教師の意向に任せるなどの混乱を引き起こしたため、現場との乖離が大きい「卓上行政」という批判が出てきた。その後はまたオンラインと登校授業の併行方式へ切り替えたが、方式の変更により教師たちの授業準備などの業務も変更を強いられたことや、オンライン授業への支援の不足および教育現場に対する理解が足りないと見られるため、同年10月の小学校教員に対するアンケートでは兪の業務能力に対し94.3%が「不満足」と回答し、「満足」と回答したのはわずか0.5%であった。
2021年12月8日、文在寅政権による塾・読書室・図書館などでワクチンパスを適用するという方針に対し、青少年のワクチン接種を事実上強制するという批判が出たため、兪と数人の専門家はオンライン会議を開催して直接に学生と保護者からの質問を答えた。しかし、やはりコメント欄には青少年へのワクチン接種とワクチンパスに反対する意見が溢れた。
学年の始業日の前の2022年2月にも学校の防疫と学校事務運営方案を発表したが、教員団体は方案が防疫の業務と責任を学校と教員に押し付けるのではないかという反発を出した。全教組は「教師たちが学校の防疫に総動員される状況で、ちゃんとした授業と教育の回復が可能だと思うか聞きたい」、韓国教総も「教師に疫学調査や診断検査などの過度な防疫業務を課しながら、教育の回復も感染の予防も難しくする措置」とそれぞれ批判した。